# NGC 70

NGC 70

NGC 70 هي مجرة حلزونية في كوكبة المرأة المسلسلة (كوكبة). تم اكتشافها في 11 سبتمبر 1784. لوحظ في 19 ديسمبر 1897 من قبل العالم الفلكي غيوم بيغوردان من فرنسا الذي وصفها بأنها «خافتة للغاية وصغيرة جدا ومستديرة وبين نجمتين خافتين».

## وصلات خارجية
- NGC 70 على موقع ويكي سكاي: DSS2, SDSS, GALEX, IRAS, Hydrogen α, X-Ray, Astrophoto, Sky Map, Articles and images